# Molophilus (Molophilus) ampliatus
Molophilus (Molophilus) ampliatus is een tweevleugelige uit de familie steltmuggen (Limoniidae). De soort komt voor in het Australaziatisch gebied.